# 哈尼特鎮區 (北卡羅萊納州新漢諾威縣)
哈尼特鎮區（英語：Harnett Township）是位於美國北卡羅萊納州新漢諾威縣的一個鎮區。

## 地方資料
哈尼特鎮區的面積為100.23平方千米，皆為陸地。根據2020年美國人口普查的數據，當地共有人口43171人，而人口密度為每平方千米430.72人。